# Marcia Warren
Pour les articles homonymes, voir Warren.
Marcia Warren, née le 26 novembre 1943 à Watford en Angleterre, est une actrice britannique, principalement de séries télévisées.

## Filmographie

### Cinéma
- 1985 : Mr. Love : Doris Lovelace
- 1994 : Don't Get Me Started : Pauline Lewis
- 2005 : The Jealous God : Mrs. Dungarven
- 2005 : Mrs. Palfrey at the Claremont : Mrs. Post
- 2011 : Hattie (téléfilm) : Esma Cannon
- 2012 : Run for Your Wife : La femme assise
- 2016 : Absolutely Fabulous: The Movie : Lubliana

### Séries télévisées
- 1970 : The Dustbinmen (série télévisée)
- 1970 : The Worker (série télévisée)
- 1971 : The Rivals of Sherlock Holmes (série télévisée) : Annette
- 1973 : Play for Today (série télévisée) : la serveuse
- 1972-1975 : Public Eye (en) (série télévisée) : la serveuse
- 1977 : ITV Playhouse (série télévisée) : la barmaid
- 1977 : London Belongs to Me (série télévisée) : Miss Wilks
- 1979 : Kids (série télévisée) : Mrs. Lane
- 1980 : The History of Mr. Polly (mini-série) : Mrs. Punt
- 1984 : Miracles Take Longer (série télévisée) : Marigold Python
- 1983-1984 : Now and Then (série télévisée) : Bet Elston
- 1983-1986 : No Place Like Home (série télévisée) : Vera Botting
- 1986 : We'll Think of Something (série télévisée) : Maureen Brooks
- 1989 : Behaving Badly (mini-série) : Mrs Debbin / Jean
- 1991 : Boon (série télévisée) : Joyce Campbell
- 1992 : Virtual Murder (série télévisée) : Annie Smith
- 1992 : Keeping Up Appearances (série télévisée) : Bunty
- 1994 : Just William (série télévisée) : Miss Poll
- 1995 : September Song (série télévisée) : Cissie
- 1995 : Searching (série télévisée) : la maman de Chancy
- 1996 : The Upper Hand (série télévisée) : Jean
- 1996-1998 : Dangerfield (série télévisée) : Angela Wakefield
- 2000 : Being Considered
- 2000 : Coronation Street (série télévisée) : Gladys Braithwaite
- 2002 : Amours suspectes : Lynette Fox-Moore
- 2003 : The Inspector Lynley Mysteries (série télévisée) : Miss Portly
- 2003 : Margery and Gladys (téléfilm) : Jean Thompson
- 1991-2003 : The Bill (série télévisée) : Mrs. Ambrose / Mrs Gorrie / Mrs. Carter-Jones / Mrs. Taylor
- 2004 : Gladiatress : reine Tuathfhlaifthfth
- 2003-2004 : My Dad's the Prime Minister (série télévisée) : Granny Phillips
- 2005 : Twenty Thousand Streets Under the Sky (mini-série) : Bella Chingford
- 2005 : Murder in Suburbia (série télévisée) : Laura
- 2005 : Trial & Retribution (série télévisée) : Enid Franke
- 2006 : Good Girl, Bad Girl (téléfilm) : sœur Agatha
- 2006 : Housewife, 49 (téléfilm) : Mrs Lord
- 2007 : The All Together : Ms Amies
- 2007 : Midsomer Murders (série télévisée) : Melissa Shrike
- 2006-2008 : Jam & Jerusalem (série télévisée) : Lady Anne Crump
- 2008 : Lady Godiva : la femme en sous-vêtement
- 2008 : Kingdom (série télévisée) : Mrs. Compton
- 2008 : Margaret Thatcher: The Long Walk to Finchley (téléfilm)
- 2008 : Consuming Passion (téléfilm) : la maman de Janet
- 2009 : Mid Life Christmas (téléfilm) : Arnica
- 2010 : Leap Year : Adele
- 2010 : Coronation Street : A Knight's Tale : Mrs. Wiggins
- 2011 : Brink (jeu vidéo) : Ishmael (voix)
- 2009-2011 : Life of Riley (série télévisée) : Margaret, la maman de Maddy
- 2011 : Injustice (mini-série) : Mary Davis
- 2005-2011 : Doctors (série télévisée) : Lillian Gwilt / Marge Jefferies / Audrey Giles
- 2011 : New Tricks (série télévisée) : Christine Marks
- 2011 : Holby City (série télévisée) : Betty Richards
- 2011 : This Is Jinsy (série télévisée) : Mrs. Oon
- 2011-2013 : The Cafe (série télévisée) : Mrs. Alice Dobson
- 2014 : Father Brown (série télévisée) : Miss Audrey Diggle
- 2014 : Dark Souls II (jeu vidéo) : Morrel / Merchant Hag Melentia (voix)
- 2014 : Edge of Heaven (série télévisée) : Granny Mo / Nanny Mo
- 2014 : LEGO the Hobbit: The Video Game (jeu vidéo) : différents personnages (voix)
- 2014 : Emotional Fusebox (court métrage) : Jean
- 1992-2015 : Casualty (série télévisée) : Olive Russell / Rosemary Davies / Dolly
- 2015 : Fear of Water : Elizabeth
- 2015 : Crackanory (série télévisée) : Dolly
- 2016 : Love, Nina (mini-série) : Mrs. Peyton
- 2013-2016 : Vicious (série télévisée) : Penelope
- 2014-2016 : Agatha Raisin (série télévisée) : Mrs. Boggle
- 2017 : Sherlock (série télévisée) : Vivian Norbury
- 2022-2023 : The Crown : Elizabeth Bowes-Lyon